# Krushna Abhishek
Krushna Abhishek es un actor de cine, cantante indio y un comediante en vivo. También es bailarín en numerosos reality shows de danza, incluyendo, Nach Baliye (Temporada 3) (2007) y Jhalak Dikhhla Jaa (Temporada 4) (2010).

## Familia
Nacido en Mumbai, India, es el sobrino del famoso actor hindú de películas, Govinda. Sus primas son las actrices Ragini Khanna y Soumya Seth.

## Carrera
Hizo su debut en el cine con Yeh Kaisi Mohabbat Hai (2002), y actuó en películas como Hum Tum Aur Mom en 2005, Jahan Jaaeyega Hamen Paaeyega (2007), y Aur Pappu Pass Ho Gaya en el mismo año. Más tarde se pasó a Bhojpuri films. Él interpretó el papel principal en la serie de televisión, Sautela (Doordarshan) en 2007.

## Filmografía
Filmes
| Año  | Nombre del Film               | Rol                        |
| ---- | ----------------------------- | -------------------------- |
| 2005 | Hum Tum Aur Mom               | Keshav                     |
| 2007 | Pappu Pass Ho Gaya            | Pappu/Prince of Trikamgarh |
| 2007 | Jahan Jaaeyega Hamen Paaeyega | Tony                       |
| 2008 | Deshdrohi                     |                            |
| 2010 | Hook Ya Crook                 |                            |
| 2012 | Bol Bachchan                  |                            |

Televisión
| Año  | Título                               | Rol      |
| ---- | ------------------------------------ | -------- |
| 2007 | Nach Baliye (Temporada 3)            | El mismo |
| 2007 | Sautela                              | Yogank   |
| 2008 | Kabhi Kabhii Pyaar Kabhi Kabhii Yaar | El mismo |
| 2008 | Comedy Circus 2                      | El mismo |
| 2008 | Jalwa Four 2 Ka 1                    | El mismo |
| 2009 | Comedy Circus 3                      | El mismo |
| 2010 | Comedy Circus Ke Superstars          | El mismo |
| 2010 | Comedy Circus Ka Jadoo               | El mismo |
| 2010 | Jhalak Dikhhla Jaa (Temporada 4)     | El mismo |
| 2011 | Jubilee Comedy Circus                | El mismo |
| 2011 | Comedy Circus Ke Taansen             | El mismo |
| 2011 | Comedy Circus Ka Naya Daur           | El mismo |
| 2012 | Kahani Comedy Circus Ki              | El mismo |